# Tiergarten

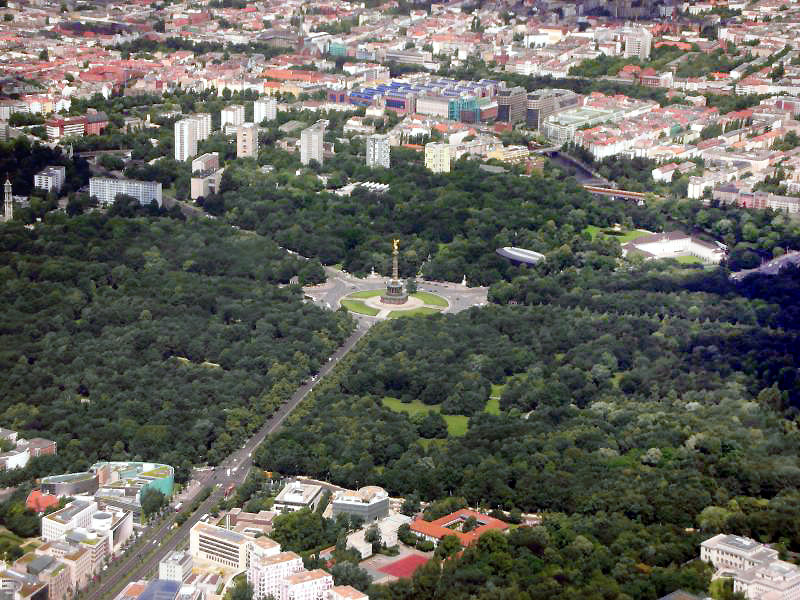
A park részlete egy légi felvételen

A Tiergarten ill. hivatalosan Großer Tiergarten Berlin egyik nagy belvárosi parkja, csak a neve „állatkert”. Területe 210 hektár és így a tempelhofi park után a város második, és Németország harmadik legnagyobb belvárosi parkja. Összehasonlításul: a müncheni Englischer Garten 417 hektár, a londoni Hyde Park 141 hektár, a New York-i Central Park 341 hektár. Több forgalmas út is áthalad a területén, többek között a Straße des 17. Juni; az utak kereszteződésében áll a Siegessäule, egy porosz győzelmi emlékmű. Itt fut a Budapester Straße is.

## Története
A mai park múltja 1527-ig nyúlik vissza, amikor a brandenburgi választófejedelem vadászterületet alapított itt. Az évek során a vadászterületet az uralkodók többször bővítették, nagyvadakat telepítettek bele, körbekerítették, amikor azonban Berlin növekedése elérte, zsugorodni kezdett. A terület elzártságát II. Frigyes szüntette meg, aki az 1740-es években közparkká alakíttatta át.